# Gare de Paulhan
Gare de Paulhan megszűnt vasútállomás Franciaországban, Paulhan településen.

## Vasútvonalak
Az állomást az alábbi vasútvonalak érintik:
- Vias-Lodève-vasútvpnal
- Paulhan-Montpellier-vasútvonal
- Faugères-Paulhan-vasútvonal

## Kapcsolódó állomások
A vasútállomáshoz az alábbi állomások vannak a legközelebb: